# Belcse
Belcse (macedónul: Белче) település Észak-Macedóniában, a Pelagonijai körzet Demir Hiszar-i járásában.

## Népesség
| Lakosok száma | 154  | 170  | 175  | 199  | 244  | 208  | 245  | 210  |
|               | 1948 | 1961 | 1971 | 1981 | 1991 | 1994 | 2002 | 2021 |

2002-ben 245 lakosa volt, akik mindannyian macedónok.